# アルビオン級2等戦列艦
アルビオン級戦列艦(Albion class ships of the line)はウィリアム・シモンズ設計のイギリス海軍の90門2等戦列艦。

## 同型艦
| 艦名       | 造船所       | 発注          | 進水         | その後     |
| ---------- | ------------ | ------------- | ------------ | ---------- |
| アルビオン | プリマス工廠 | 1839年6月21日 | 1842年9月6日 | 1884年解体 |
| アブーキア | 不明         | 不明          | 1848年       | 不明       |
| エクスマス | 不明         | 不明          | 1854年       | 1905年売却 |

- セント・ジーン・デイカー：1844年発注、1845年中止。
- ハンニバル：1839年発注、1846年中止。改設計をへてハンニバルに。